# Shōzō Kitadai
Shōzō Kitadai (北代 省三, Kitadai Shōzō, 1921-2003) est un photographe japonais.